# Paris Maria Fossa
Paris Maria Fossa (Genova, 1650 – Genova, febbraio 1720) è stato un religioso e poeta italiano.

## Biografia
Il Fossa, appartenente ad una nobile famiglia genovese, fu un chierico regolare di Somasca.
Compì i suoi studi a Genova e si distinse nello studio della teologia e filosofia. Fu apprezzato e ricercato oratore e, predicò in varie città italiane, tra cui Parma, Milano e Venezia.
Si cimentò nella poesia e, fece parte dal 1705 della Colonia Ligustica, colonia genovese dell'Accademia dell'Arcadia, ove prese il nome di Ledano Agroterico.
Fu amico del confratello Gio.Batta Merello, anch'egli poeta.